# Iraqi Airways

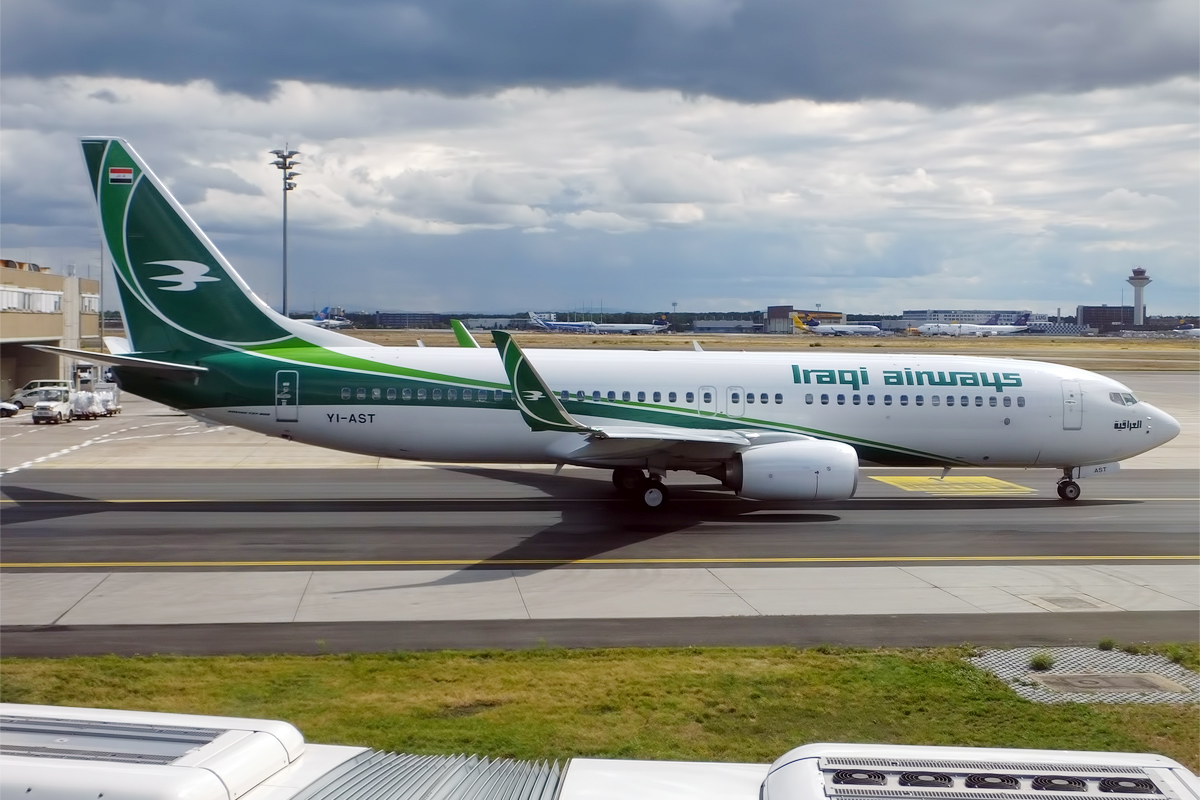
Boeing 737-800 da Iraqi Airways.

Iraqi Airways Company, operando como Iraqi Airways (em árabe: الخطوط الجوية العراقية Al-Khuṭūṭ al-Jawwiyyah al-`Irāqiyyah; ; ھێڵە ئاسمانیەکانی عێراق) é a companhia aérea nacional do Iraque, com sede no Aeroporto Internacional de Bagdá em Bagdá. Uma das mais antigas companhias aéreas do Oriente Médio, a Iraqi Airways opera o serviço doméstico e regional. Sua base principal é o Aeroporto Internacional de Bagdá 

## Ligação externa
- «Site oficial» (em inglês)